# Thelotrema biliranum
Thelotrema biliranum är en lavart som beskrevs av Vain. 1921. Thelotrema biliranum ingår i släktet Thelotrema och familjen Thelotremataceae.   Inga underarter finns listade i Catalogue of Life.